# 目的格代名詞
言語学において、目的格代名詞（もくてきかくだいめいし、英: object pronoun）は、目的語（動詞の直接目的語あるいは間接目的語、前置詞の目的語）として典型的に用いられる人称代名詞である。目的格代名詞は主格代名詞と対比される。英語における目的格代名詞は「目的格」（斜格と呼ばれることもある）を取る。例えば、英語の目的格代名詞meは「They see me（直接目的語）」、「He's giving me my book（間接目的語）」、「Sit with me（前置詞の目的語）」といった文で見られる。これは「I see them」、「I am getting my book」、「I am sitting here」といった文中の主格代名詞と対比される。

## 現代英語
英語の人称ならびに疑問代名詞は以下の主格形および目的格形を持つ。
| 単数主格 代名詞 | 単数目的格 代名詞 |
| --------------- | ----------------- |
| I               | me                |
| you             |                   |
| he              | him               |
| she             | her               |
| it              |                   |

| 複数主格 代名詞 | 複数目的格 代名詞 |
| --------------- | ----------------- |
| we              | us                |
| you             |                   |
| they            | them              |

| 疑問主格 代名詞 | 疑問目的格 代名詞 |
| --------------- | ----------------- |
| who             | whom              |
| what            |                   |

## 中英語
歴史的に中英語では、代名詞「you」は、主格形と目的格の両方で異なる単数形と複数形を持っていた。
| 単数主格 代名詞 | 単数目的格 代名詞 |
| --------------- | ----------------- |
| thou            | thee              |

| 複数主格 代名詞 | 複数目的格 代名詞 |
| --------------- | ----------------- |
| ye              | you               |

## その他の言語
一部の言語では、「直接」目的格代名詞と「間接」目的格代名詞が異なる形を持つ。例えば、スペイン語では、「直接目的語」:
Lo mandaron a la escuela (They sent him to school)、「間接目的語」: Le mandaron una carta (They sent him a letter) である。目的格代名詞を多くのクラスに分割する言語もある。一方で、多くの言語は、異なる目的格代名詞を持たない。文語のペルシア語では人称代名詞独立形の場合、主格でも目的格でも形が変わらない（ちなみに所有格でも不変。接尾辞形では形が変わる。）:  Man Farsi balad-am (I can speak Persian). Man ra mishenasad. (He knows me)。

## 歴史
主格代名詞と目的格代名詞が区別される言語において、目的格代名詞は典型的により古い格体系の痕跡である。例えば、英語はかつて、名詞および代名詞の両方について異なる対格と与格「形」を規定する詳細な曲用体系を持っていた。そして前置詞の後では、名詞あるいは代名詞はこれらの格のいずれか、あるいは属格あるいは具格を取ることができた。属格を例外として（「アポストロフィー-s」形）、名詞においてこの体系は完全に消失した一方で、人称代名詞では対格と与格の両方を対象とする単一の格へと崩壊した。すなわち、新たな斜格（目的格）が動詞あるいは前置詞の目的語として使われるようになった。これは2つの名詞をつなげる属格と対照的である。
英語の主語の位置での歴史的な目的格代名詞の使用（例: Jay and me will arrive later）についての議論は、英語の人称代名詞の項目を参照されたい。